# Cumbre de Ginebra por los Derechos Humanos y la Democracia
La Cumbre de Ginebra por los Derechos Humanos y la Democracia (en inglés: Geneva Summit for Human Rights and Democracy) es una cumbre anual de derechos humanos patrocinada por una coalición de 20 organizaciones no gubernamentales. Cada año, en la víspera de la sesión anual principal del Consejo de Derechos Humanos de las Naciones Unidas, activistas de todo el mundo se reúnen para crear conciencia internacional sobre las situaciones de derechos humanos.

## Historia

### 2009
La primera cumbre tuvo lugar el domingo 19 de abril de 2009, antes de la Conferencia de Revisión de Durban de las Naciones Unidas. Los oradores incluyeron, entre otros, al activista iraní Nazanin Afshin Jam; Disidente egipcio Saad Eddin Ibrahim; la activista estadounidense de derechos humanos Ellen Bork; Gibreil Hamid de Darfur, Sudán; Soe Aung de Birmania; Marlon Zakeyo de Zimbabue; Activista opositor cubano y expreso político José Gabriel Ramón Castillo; y el activista venezolano Gonzalo Himiob Santome.

### 2010
La cumbre de 2010 tuvo lugar el lunes 8 de marzo de 2010. Entre los oradores estuvieron, entre otros, Massouda Jalal, exministra de Asuntos de la Mujer afgana; líder uigur exiliado Rebiya Kadeer; Bob Boorstin, director de políticas de Google; Caspian Makan, prometido del ícono iraní asesinado Neda Agha Soltan; disidente cubano José Gabriel Ramón Castillo; y Bo Kyi de Birmania, un expreso político y secretario de la Asociación de Asistencia para Presos Políticos.

### 2011
La cumbre de 2011 tuvo lugar el martes 15 de marzo de 2011. Los oradores incluyeron, entre otros, a la activista de derechos LGBT de Uganda Jacqueline Kasha; El disidente cubano Luis Enrique Ferrer García; Guang-il Jung, un fugitivo del campo de trabajo de Corea del Norte; Activista turcommenista Farid Tukhbatullin; El activista norcoreano Cheong Kwang Il; y el disidente libio Mohamed Eljahmi.

### 2012
La cumbre de 2012 tuvo lugar el martes 13 de marzo de 2012. Los oradores incluyeron, entre otros, a los disidentes chinos Yang Jianli y Ren Wanding; Activista cubano Néstor Rodríguez Lobaina; Activista de Zimbabue Jestina Mukoko; Activista birmana Zoya Phan; ex prisionero político egipcio Maikel Nabil; Los desertores norcoreanos Joo-il Kim y Song Ju Kim; activista iraní Ebrahim Mehtari; y el activista sirio Hadeel Kouki.

### 2013
La cumbre de 2013 tuvo lugar el martes 19 de febrero de 2013. Los oradores incluyeron, entre otros, al activista pakistaní por los derechos de la mujer Mukhtar Mai; escritor y ateo marroquí Kacem El Ghazzali; Político tibetano Dicki Chhoyang; activista siria Randa Kassis; expreso político cubano Régis Iglesias; disidente iraní Marina Nemat; Pyotr Verzilov, esposo de Nadezhda Tolokonnikova, miembro de Pussy Riot encarcelado; y el periodista kazajo Lukpan Akhmedyarov.

### 2014
La cumbre de 2014 tuvo lugar el martes 25 de febrero de 2014. Los oradores incluyeron, entre otros, al activista antiesclavista mauritano Biram Dah Abeid; El diputado tibetano Tenzin Dhardon Sharling; Disidente político chino Yang Jianli; El diputado canadiense y abogado de derechos humanos Irwin Cotler; activista de derechos humanos de Corea del Norte Ahn Myong Chul; Naghmeh Abedini, esposa del pastor iraní-estadounidense encarcelado Saeed Abedini; y la tía del líder de la oposición venezolana encarcelado Leopoldo López.
El Premio Courage de la cumbre fue otorgado al disidente chino Chen Guangcheng, fue el orador principal.

### 2015
La cumbre de 2015 tuvo lugar el martes 24 de febrero de 2015. Los oradores incluyeron, entre otros, a Park Yeon-mi, un desertor norcoreano y activista de derechos humanos; Lim Il, un desertor de Corea del Norte y extrabajador esclavo; un adolescente nigeriano, identificado simplemente como "Saa", que escapó después de ser secuestrado por Boko Haram; Los líderes de protesta de Hong Kong Alex Chow y Lester Shum; Pierre Torres, un periodista francés que fue retenido como rehén por ISIS durante diez meses; Líder de protesta ucraniano Mustafa Nayyem; Activista chino de derechos humanos Chen Guangcheng; Periodista turco Yavuz Baydar; político marroquí Fouzia Elbayed; y el político tibetano Dicki Chhoyang.
El Premio Courage de la cumbre fue otorgado a Raif Badawi, un escritor y activista saudí encarcelado, y fue aceptado en su nombre por Elham Manea, profesor de la Universidad de Zúrich. El Premio de los Derechos de la Mujer fue otorgado a Masih Alinejad, periodista iraní y fundadora de My Stealthy Freedom.

### 2016
La cumbre de 2016 tuvo lugar el martes 23 de febrero de 2016. Entre los oradores estuvieron, entre otros, Ensaf Haidar, esposa del bloguero de Arabia Saudita encarcelado Raif Badawi; Anastasia Lin, Miss Mundo Canadá 2015 y defensora de los derechos humanos en China; Vian Dakhil, política iraquí y defensora de víctimas de ISIS; Svitlana Zalishchuk, una política ucraniana y figura clave en el movimiento Euromaidan de 2013; Darya Safai, una defensora de los derechos de la mujer belga-iraní; Orhan Kemal Cengiz, un defensor turco de los derechos humanos; Lee Young-guk, un ex guardaespaldas de Kim Jong-il que desertó a Corea del Sur; Polina Nemirovskaia, activista rusa de derechos humanos; David Trimble, ex primer ministro de Irlanda del Norte; y el disidente chino Yang Jianli.
El Premio Courage de la cumbre fue otorgado a los líderes de la oposición venezolana encarcelados Antonio Ledezma y Leopoldo López . Los familiares de los dos hombres aceptaron el premio en su nombre. El premio Womenn's Rights 2016 fue para Vian Dakhil, la única mujer miembro del Parlamento iraquí de Yazidi, y Jan Ilhan Kizilhan, un psicólogo nacido en Alemania que fundó una clínica en Irak para mujeres víctimas del Estado Islámico.

### 2017
La cumbre de 2017 tuvo lugar el martes 21 de febrero de 2017. Los oradores incluyeron a Hillel Neuer, director ejecutivo de UN Watch; Irwin Cotler, presidente del Centro de Derechos Humanos Raoul Wallenberg; Jakub Klepal, director ejecutivo de Forum 2000; Can Dündar, periodista turco exiliado; Zhanna Nemtsova, periodista y activista rusa; Anastasia Zotova, activista rusa y esposa de Ildar Dadin; Antonietta Ledezma, hija del político venezolano encarcelado Antonio Ledezma; Chito Gascon, activista filipino; Taghi Rahmani, periodista iraní y esposo de Narges Mohammadi; Alfred H. Moses, presidente de UN Watch; El Sexto, grafitero y activista cubano; Nyima Lhamo, activista tibetana exiliada y sobrina de Tenzin Delek Rinpoche; Biram Dah Abeid, activista antiesclavista de Mauritania; Astrid Thors, política finlandesa; Mohamed Nasheed, activista maldivo; Medard Mulangala, líder opositor de la RDC; James Jones, documentalista; Kim Kwang-jin, desertor de Corea del Norte; y Xng Xuân Diệu, activista vietnamita de derechos humanos.
El Premio de los Derechos de la Mujer de 2017 fue otorgado a "Shirin", una mujer yazidi que escapó de la esclavitud sexual en el Estado Islámico, y autora de I Remain a Daughter of the Light ( Ich bleibe eine Tocher des Lichts ), recientemente publicada en Alemania. El Premio Courage 2017 fue otorgado a Mohamed Nasheed, expresidente de Maldivas y el principal activista de derechos humanos del país.

### 2018
La cumbre de 2018 tuvo lugar el martes 20 de febrero de 2018. Los oradores incluyeron a Hillel Neuer, director ejecutivo de UN Watch; Luis Almagro, político uruguayo y secretario general de la Organización de los Estados Americanos; El abogado boliviano y asociado de la Fundación de Derechos Humanos Javier El-Hage; Novelista turco Asli Erdogan; Psicólogo cubano, periodista y activista Guillermo Fariñas; Pastor y disidente de Zimbabue Evan Mawarire; Effy Nguyen, hijo del activista vietnamita y prisionero político Nguyen Trung Ton; La periodista paquistaní Taha Siddiqui; Disidente chino Yang Jianli; El dueño de la librería de Hong Kong, Lam Wing-kee; Monje tibetano y activista Golog Jigme; Periodista británico Jonny Gould; Farida Abbas Khalaf, autora de Yazidi de The Girl Who Beat ISIS; Ruth Dreifuss, primera presidenta de Suiza; La activista congoleña de derechos humanos Julienne Lusenge; María-Alejandra Aristeguieta Álvarez, coordinadora de Iniciativa Por Venezuela; El exdiputado canadiense Irwin Cotler; Político venezolano y expreso político Antonio Ledezma; Luis Almagro, Secretario General de la Organización de los Estados Americanos; Kasha Jacqueline, activista de derechos LGBT de Uganda; Activista iraní-canadiense Maryam Nayeb Yazdi; Periodista y cineasta iraní Maziar Bahari; Maryam Malekpour, hermana del prisionero político iraní Saeed Malekpour; Fred y Cindy Warmbier, padres del fallecido Otto Warmbier, un estudiante estadounidense que murió después de ser torturado en Corea del Norte; El misionero coreanoamericano Kenneth Bae; Disidente ruso Vladimir Vladimirovich Kara-Murza; La defensora de los derechos de las mujeres congoleñas Julienne Lusenge y el abogado y diplomático estadounidense Alfred H. Moses.
El Premio Courage 2018 fue otorgado al disidente ruso Vladimir Vladimirovich Kara-Murza. El Premio de los Derechos de las Mujeres de 2018 fue otorgado a la defensora de los derechos de las mujeres congoleñas Julienne Lusenge.

### 2019
La cumbre de 2019 tuvo lugar el martes 26 de marzo de 2019. Los oradores incluyeron a Hillel Neuer, director ejecutivo de UN Watch; Periodista sirio Abdalaziz Alhamza; El abogado y diplomático estadounidense Alfred H. Moses; Asociada de la Fundación de Derechos Humanos Centa Rek; El cineasta y activista tibetano Dhondup Wangchen; Diplomático venezolano Diego Arria; La activista saudí-canadiense Ensaf Haidar, esposa del bloguero saudí encarcelado Raif Badawi; El líder opositor nicaragüense Félix Maradiaga; El político marroquí Hakima El Haite; Periodista estadounidense James Kirchick; el abogado de derechos humanos Juan Carlos Gutiérrez; el exiliado poeta y activista burundés Ketty Nivyabandi; Diputado canadiense Michael Levitt; El abogado vietnamita de derechos humanos Nguyễn Văn Đài; Activista somalí Nimco Ali; Periodista y activista kurdo Nurcan Baysal; Periodista y editora sueca Paulina Neuding; Richard Ratcliffe, esposo del activista británico-iraní Nazanin Zaghari-Ratcliffe; Vicente de Lima II, hermano de la abogada filipina encarcelada Leila de Lima; y el disidente chino Yang Jianli.
El Premio Courage 2019 fue otorgado al cineasta y activista tibetano Dhondup Wangchen, quien "expuso la vida bajo el dominio chino a través de un documental innovador, Leaving Fear Behind ". El Premio de los Derechos de las Mujeres de 2019 fue para la activista somalí Nimco Ali por su campaña para terminar con la mutilación genital femenina.

### 2020
La cumbre de 2020 tuvo lugar el 18 de febrero de 2020. Los oradores incluyeron a Biram Dah Abeid, líder de la lucha contra la esclavitud en Mauritania; Denise Ho, activista prodemocracia de Hong Kong; Dennis Chau, activista e hijo del preso político vietnamita; Elham Manea, escritora suizoyemení, especializada en Oriente Medio; Irwin Cotler, político canadiense; Jewher Ilham, escritora, activista de derechos e hija del erudito de Uyghur sentenciado a cadena perpetua por promover la paz; Kaveh Shahrooz, abogado de derechos humanos; Laritza Diversent, abogada y activista cubana; Lyubov Sobol, abogada y líder de la oposición rusa; María-Alejandra Aristeguieta-Álvareza, representante en Suiza de Juan Guaidó; Melissa Mahtani, periodista de CNN; Memory Banda, líder activista de derechos malauíes luchando para acabar con el matrimonio infantil; Nury Turkel, activista de derechos de los uigures y abogado; Rosa Orozco, madre de la estudiante protestante Geraldin Moreno asesinada por la Guardia Nacional Venezolana; Rebecca Kabuo, activista de derechos congoleños y la presa de conciencia más joven del mundo; Peter Bhatti, hermano del ministro paquistaní asesinado por apoyar a Asia Bibi; Pete Pattisson, periodista de investigación galardonado por sus reportajes sobre explotación laboral en Catar; Shaparak Shajarizadeh, activista iraní encarcelada por luchar contra el uso obligatorio del velo; Stephanie Krisper, miembro del Parlamento austriaco; Yang Jianli, disidente chino, expreso político, superviviente de la masacre de la Plaza Tiananmen y presidente de Iniciativas para China; Yavuz Aydin, Juez turco purgado por el presidente Erdogan.
El Premio Courage fue otorgado a  Biram Dah Abeid, líder de la lucha contra la esclavitud en Mauritania y el Premio de los Derechos de la Mujer de 2020 lo recibió Shaparak Shajarizadeh, activista iraní.

## Socios
Los socios incluyen las siguientes organizaciones:
- UN Watch
- Centro de paz y desarrollo de Darfur
- Directorio Democrático Cubano
- Freedom & Roam Uganda
- Fundación de derechos humanos
- Activistas de derechos humanos en Irán
- Iniciativas para China
- Liga internacional contra el racismo y el antisemitismo
- Detener las ejecuciones infantiles
- Congreso Mundial Uigur
- Viet Tan
- Asociación Americana Uigur
- Collectif Urgence Darfour
- Derechos humanos sin fronteras
- Ingenieurs Du Monde
- Comité Interafricano de Prácticas Tradicionales que Afectan la Salud de Mujeres y Niños
- Federación Internacional de Juventud Liberal
- Asociación de Mujeres Tibetanas - Suiza
- Justicia para Corea del Norte
- Internacional liberal
- Proyecto de derechos de libertad
- Iniciativa por Venezuela